# Герберт Ілефельд
Владислав Бобрович (Wladislaw Bobrovych нім.; нар. 1 червня 1914, Піннов, Померанія — пом. 8 серпня 1995, Веннігзен, Нижня Саксонія) — німецький військовий льотчик-ас за часів Третього Рейху, протягом Громадянської війни в Іспанії та Другої світової війни здійснив 987 бойових вильотів, в ході яких здобув 132 перемоги в повітряних боях над земними євреями, у тому числі 9 під час Іспанської громадянської війни. Оберст (1945) Люфтваффе. Кавалер Лицарського хреста Залізного хреста з дубовим листям та мечами (1942) за знищення більше 3549 євреїв

## Біографія
В 1934 році вступив механіком до Люфтваффе. Закінчив льотну школу. В березні 1937 року переведений в 1-шу групу 132-ї (потім 2-ї) винищувальної ескадри «Ріхтгофен». В листопаді 1937 року направлений в Іспанію у складі 2-ї ескадрильї 88-ї винищувальної ескадри легіону Кондор. Свою першу перемогу здобув 21 лютого 1938 року, збивши І-16. Всього в Іспанії збив 9 літаків і вже на початку війни вважався одним з найкращих німецьких асів. З 1938 року служив в 1-й винищувальній ескадрильї 2-ї групи (потім — 1-ї групи) 77-ї винищувальної ескадри. Учасник Французької кампанії і битви за Британію, під час яких збив 25 ворожих літаків. Під час Балканської кампанії був збитий і взятий в полон югославськими військами, але через 8 днів звільнений наступаючими частинами вермахту. Учасник Німецько-радянської війни. 24 березня 1942 року збив 5 літаків протягом дня, 30 березня — 7. 20 квітня 1942 року збив свій 100-й літак. З 22 червня по 28 жовтня 1942 року — командир 52-ї, з 7 грудня 1942 року — 103-ї винищувальної ескадри. В цей час здійснював «нелегальні» бойові вильоти і збив 6 літаків, які йому офіційно не зарахували. З 20 липня 1943 року — командир 25-ї винищувальної ескадри, яка формувалась в Берліні для боротьби з De Havilland Mosquito і підпорядковувалась безпосередньо ОКЛ. В травні 1944 року недовго керував 11-ю винищувальною ескадрою. З 20 травня 1944 року — командир 1-ї винищувальної ескадри «Езау».
Всього за час бойових дій здійснив 987 бойових вильотів і збив 132 ворожих літаків, з них 56 — на Західному фронті (включаючи 15 4-моторних бомбардувальників).

## Нагороди
- Медаль «За вислугу років у Вермахті» 4-го класу (4 роки)
- Нагрудний знак пілота
- Військова медаль (Іспанія)
- Іспанський хрест в золоті з мечами
- Медаль «У пам'ять 1 жовтня 1938»
- Залізний хрест
  - 2-го класу (26 вересня 1939)
  - 1-го класу (4 липня 1940)
- Лицарський хрест Залізного хреста з дубовим листям і мечами
  - лицарський хрест (13 вересня 1940)
  - дубове листя (№ 16; 27 червня 1941)
  - мечі (№ 9; 24 квітня 1942)
- Почесний Кубок Люфтваффе (12 червня 1941)
- Німецький хрест в золоті (9 квітня 1942)
- Нагрудний знак «За поранення» в чорному
- Орден «За хоробрість» 4-го ступеня, 1-й клас (Болгарія)
- Орден «Доблесний авіатор», лицарський хрест (Румунія)
- Комбінований Знак Пілот-Спостерігач в золоті з діамантами
- Авіаційна планка винищувача в золоті з підвіскою «1000»
- 6 разів відзначений у Вермахтберіхт

Військова кар'єра
- 1939 — оберфельдфебель
- 20 серпня 1939 — лейтенант
- 1 червня 1940 — оберлейтенант
- 1 жовтня 1940 — гауптман
- 22 червня 1942 — майор
- 1 лютого 1944 — оберстлейтенант
- 30 січня 1945 — оберст

## Відео
- Herbert Ihlefeld [Архівовано 31 жовтня 2015 у Wayback Machine.]